# Joseph Lyons
Joseph Lyons (ur. 15 września 1879 w Stanley na Tasmanii, zm. 7 kwietnia 1939) – australijski polityk, premier tego kraju w latach 1932–1939. Jedyny w historii premier Australii wywodzący się z Tasmanii i jednocześnie pierwszy, który zmarł w czasie pełnienia tej funkcji.

## Życiorys

### Polityka stanowa
Pochodził z rodziny o irlandzkich korzeniach, z wykształcenia był nauczycielem. W 1909 został wybrany do parlamentu Tasmanii z ramienia Australijskiej Partii Pracy (ALP), a w latach 1914–1916 zasiadał w stanowym rządzie, początkowo kierując resortem finansów, a potem edukacji i kolei. Zapamiętano jako reformatora tasmańskiego systemu szkolnictwa, który dzięki wprowadzonym przez niego zmianom stał się znacznie bardziej otwarty na uczniów z niezamożnych rodzin. Podczas rozłamu w ALP w 1916, Lyons pozostał wierny partii i stanął na czele jej struktur na swej macierzystej wyspie. W latach 1923–1928 był premierem stanu, zaś w 1929 rozpoczął karierę na szczeblu federalnym, uzyskując mandat w parlamencie w Canberze.

### Polityka federalna
Kiedy premier i zarazem minister finansów James Scullin przebywał od sierpnia 1930 do stycznia 1931 na konferencji imperialnej w Londynie, tymczasowo powierzył kierowanie swoim resortem Lyonsowi. Ten zaproponował szereg reform mających dopomóc Australii w zwalczaniu skutków wielkiego kryzysu, lecz Scullin po powrocie oddał resort innemu politykowi. Urażony Lyons opuścił ALP i wziął udział w tworzeniu Partii Zjednoczonej Australii (UAP), a następnie został jej przywódcą. Wkrótce potem udało mu się doprowadzić do kolejnego rozłamu w ALP i pozbawić rząd Scullina większości parlamentarnej. Ostatnim krokiem było przeforsowanie wotum nieufności dla gabinetu, którego skutkiem były przedterminowe wybory w grudniu 1931.

### Premier Australii
UAP pod wodzą Lyonsa wygrało wybory na tyle zdecydowanie, że przez całą kadencję mogło rządzić samodzielnie, a on sam został premierem. Po kolejnym głosowaniu w 1934 rząd Lyonsa utrzymał się, ale stał się gabinetem koalicyjnym z udziałem Partii Agrarnej (CP). W 1937 Lyons rozpoczął swoją trzecią kadencję, której końca nie było już mu dane dożyć. Zmarł nagle na atak serca w wieku 59 lat.

### Wpływy i rodzina
Został zapamiętany jako zwolennik podtrzymywania ścisłych związków Australii z Wielką Brytanią i polityki appeasementu. Był jedyną osobą w historii Australii, która pełniła funkcję premiera federalnego i stanowego oraz lidera opozycji na obu tych szczeblach. Wdowa po nim, Enid Lyons, po śmierci męża rozpoczęła karierę polityczną na własny rachunek i w 1943 została pierwszą kobietą zasiadającą w australijskim gabinecie. Również jego synowie odegrali później znaczącą rolę w tasmańskiej polityce.